# Comuna Brezoaele, Dâmbovița
Brezoaele este o comună în județul Dâmbovița, Muntenia, România, formată din satele Brezoaele (reședința) și Brezoaia.

## Așezare
Comuna se află în sudul județului, la limita cu județul Giurgiu, pe malul râului Dâmbovița, acolo unde din el se desprinde râul Ciorogârla. Este străbătută de șoseaua județeană DJ601A, care o leagă spre nord de Slobozia Moară (unde se termină în DN7) și spre sud în județul Giurgiu de Cosoba și Joița. Din acest drum, la Brezoaia se ramifică șoseaua județeană DJ404, care duce spre sud-vest în județul Giurgiu la Ulmi și Florești-Stoenești.

## Demografie
Componența etnică a comunei Brezoaele
     Români (96,04%)
     Alte etnii (3,96%)
Componența confesională a comunei Brezoaele
     Ortodocși (94,44%)
     Alte religii (1,84%)
     Necunoscută (3,71%)
Conform recensământului efectuat în 2021, populația comunei Brezoaele se ridică la 3.690 de locuitori, în scădere față de recensământul anterior din 2011, când fuseseră înregistrați 4.012 locuitori. Majoritatea locuitorilor sunt români (96,04%). Din punct de vedere confesional, majoritatea locuitorilor sunt ortodocși (94,44%), iar pentru 3,71% nu se cunoaște apartenența confesională.

## Politică și administrație
Comuna Brezoaele este administrată de un primar și un consiliu local compus din 13 consilieri. Primarul, Ion Florea[*], de la Partidul Social Democrat, este în funcție din 1 noiembrie 2024. Începând cu alegerile locale din 2024, consiliul local are următoarea componență pe partide politice:
|  | Partid                    | Consilieri | Componența Consiliului | Componența Consiliului | Componența Consiliului | Componența Consiliului | Componența Consiliului | Componența Consiliului | Componența Consiliului | Componența Consiliului |
|  | ------------------------- | ---------- | ---------------------- | ---------------------- | ---------------------- | ---------------------- | ---------------------- | ---------------------- | ---------------------- | ---------------------- |
|  | Partidul Social Democrat  | 8          |                        |                        |                        |                        |                        |                        |                        |                        |
|  | Partidul Național Liberal | 5          |                        |                        |                        |                        |                        |                        |                        |                        |

## Istorie
La sfârșitul secolului al XIX-lea, comuna făcea parte din plasa Bolintin a județului Dâmbovița și avea o școală mixtă. Restul satelor actuale ale comunei compuneau comuna Brezoaia, din plasa Snagov a județului Ilfov, comună ce avea în compunere cătunele Brezoaia, Cămărașu, Căscioarele și Drugăneasca, cu 1322 de locuitori ce trăiau în 324 de case. În comuna Brezoaia funcționau 3 biserici, la Brezoaia, Cămărașu și Drugăneasca, precum și o școală mixtă construită în 1886. În 1925, comuna comuna Brezoaia avea aceeași componență, era tot în județul Ilfov și avea o populație de 2727 locuitori. Comuna Brezoaiele era inclusă în plasa Ghergani din județul Dâmbovița și era formată din cătunele Brezoaia-Brăiloiu și Brezoaia-Clucora, cu 1867 de locuitori.
În 1950, cele două comune au fost incluse în raionul Răcari din regiunea București și în perioada care a urmat comuna Brezoaia a fost desființată și împărțită între comuna Ulmi și comuna Brezoaele. În 1968, comuna Brezoaele a fost transferată la județul Ilfov; compoziția sa a devenit atunci cea actuală, cu satele Brezoaele și Brezoaia, după ce satul Cruceru a fost inclus în Brezoaele, iar satul Cămărașu a fost absorbit de satul Brezoaia.
În 1981 a avut loc o nouă reorganizare administrativă a zonei și comuna a fost transferată la județul Dâmbovița.

## Monumente istorice
Două obiective din comuna Brezoaele sunt incluse în lista monumentelor istorice din județul Dâmbovița ca monumente de interes local, ambele clasificate ca monumente de arhitectură: biserica „Adormirea Maicii Domnului”-Cruceru (1758–1759) din satul Brezoaele; și biserica „Adormirea Maicii Domnului” și „Sfântul Nicolae”-Cămărașu (1846) din satul Brezoaia.

## Personalități
- Isidor Sârbu (1886-1980), politician român originar din Transnistria, primarul satului Corjova în cel de-al Doilea Război Mondial, victimă a regimului sovietic și membru al rezistenței anticomuniste din munții Oaș. Și-a trăit ultimii ani în Brezoaele, fiind înmormântat în cimitirul din comună.[15]